# Iberesia
Iberesia là một chi nhện trong họ Nemesiidae.
Iberesia được miêu tả năm 2006 bởi Decae & Cardoso.

## Các loài
Iberesia có các loài sau:
- Iberesia brauni (L. Koch, 1882)
- Iberesia castillana (Frade & Bacelar, 1931)
- Iberesia machadoi Decae & Cardoso, 2006